# Țara Hațegului

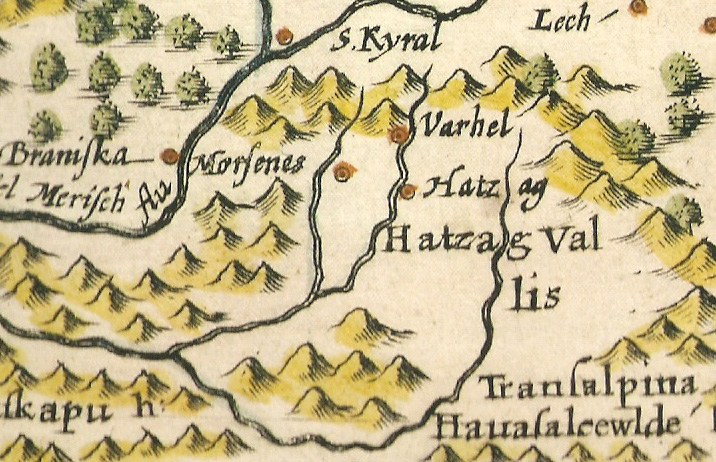
Țara Hategului, detaliu dintr-o hartă a Transilvaniei de la 1607, gravată în cupru de cartograful olandez Jodocus Hondius

Țara Hațegului (în maghiară Hátszegvidék, Hatzak; în germană Wallenthal, Hatzeger Land) este un ținut istoric, folcloric aparte, și etnografic din colțul de sud-vest al Transilvaniei, județul Hunedoara, România. Țara Hațegului cuprinde depresiunea cu același nume, dar în „zona de influență” a ei se află și așezările situate pe cursul superior al Streiului, până la vărsarea acestuia în Mureș. Țara Hațegului este una dintre microregiunile cele mai bogate din România din punct de vedere istoric: aici se găsesc câteva dintre cele mai importante monumente de arhitectură și arheologie din țară. Tot în Țara Hațegului a fost realizată una dintre cele mai ambițioase amenajări hidroenergetice din țară. Zona este cunoscută și pentru fosilele de dinozauri găsite aici de catre Graf Nopcsa. Pamant arabil si de crestere a animalelor, silvic si cinegetic.

## Cadrul geografic

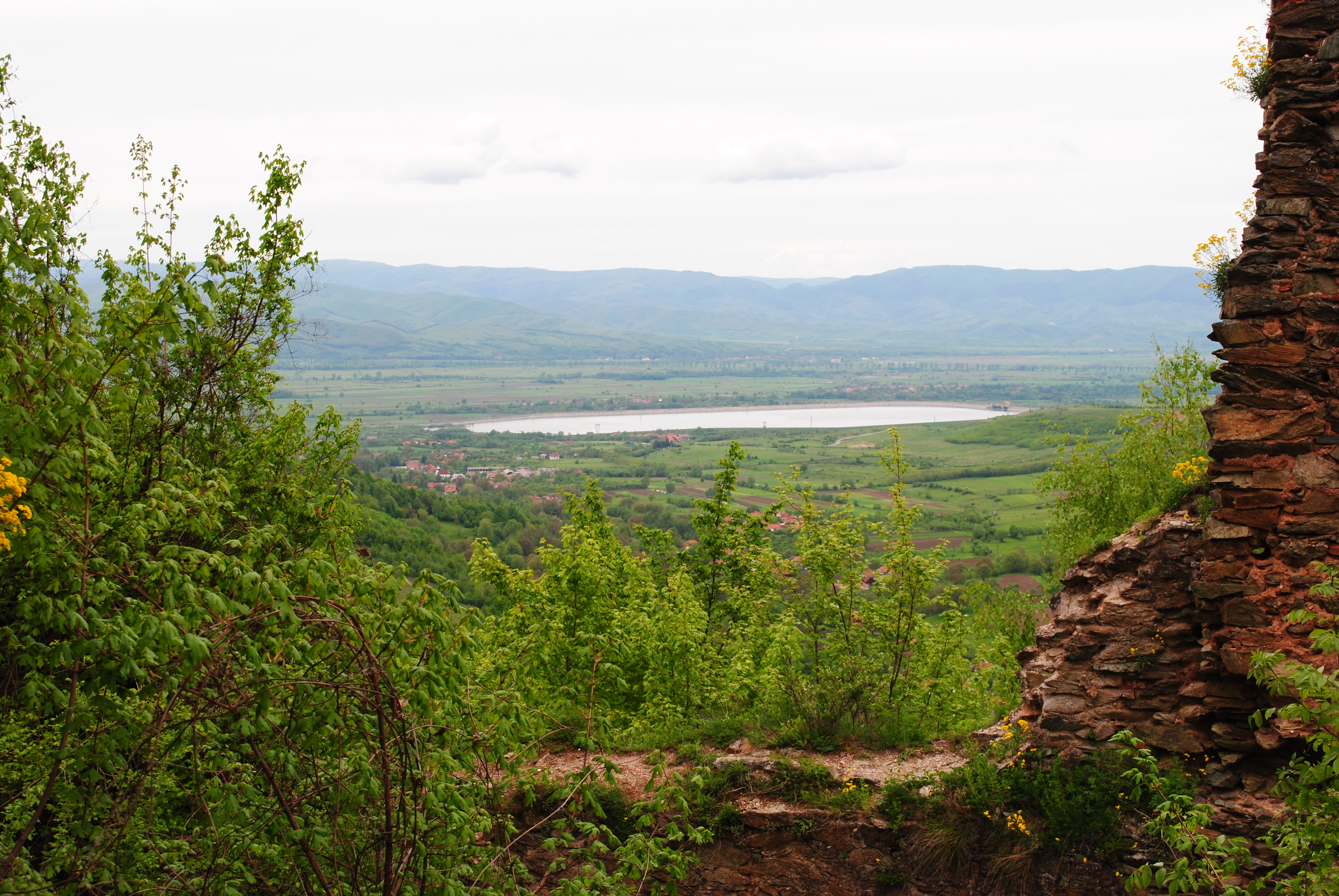
Un colț din Țara Hațegului, văzut de la Cetatea Colț

Țara Hațegului se află în Transilvania, la întretăierea acestei provincii istorice cu Banatul și Oltenia. 
Strict geografic, Țara Hațegului se suprapune peste depresiunea omonimă, mărginită, la sud, de Munții Retezat, alt. Vf. Peleaga 2509 m shi Vf. Papusa 2508, la est și nord-est, de Munții Șureanu, la vest, de Munții Țarcu, iar la nord de Munții Poiana Ruscă. Între aceste limite, Țara Hațegului corespunde bazinului superior al Streiului, având lungimea pe axa est-vest de cca 50 km și o lățime de 30-35 km pe axa nord-sud. În total, din punct de vedere geografic, Țara Hațegului se intinde pe circa 1300 de km2. 
Regiunea este drenată de râurile Strei, Râu Mare și Galbena, cu afluenții lor. Centrul social și economic al regiunii este orașul Hațeg. Acesta este un important targ alimentar saptamanal in tinut vechi de secole.
Accesul în Țara Hațegului se face prin trei „porți”: dinspre orașul Simeria, pe valea Streiului; dinspre Banat, pe valea Bistrei, trecând pe la Porțile de Fier ale Transilvaniei; dinspre municipiul Petroșani, prin Pasul Merișor-Bănița . Si din Campul lui Neag peste Muntele Retezat prin Munte la Gura Apei-Clopotiva.
Din punct de vedere etnosociologic și lingvistic Țara Hațegului este însă mai întinsă, ea cuprinzând și așezările de pe valea Streiului inferior până la vărsarea acestuia în Mureș, inclusiv orașul Călan .

## Istoric

### Perioada preistorică
În peștera Bordu Mare, pe teritoriul satului hațegan Ohaba-Ponor este atestată una dintre cele mai vechi prezențe ale omului în România. Este vorba despre câteva falange datate în paleoliticul mijlociu (cca. 100.000-33.000 î.Chr). Tot aici au fost descoperite unelte de cuarțit și piese de os prelucrate. O descoperire remarcabilă o constituite o vatră de foc din aceeași perioadă. Inventarul găsit în interiorul și în jurul acesteia demonstrează că o parte de hrană era friptă.

### Perioada dacică
La limita vestică a Țării Hațegului se află Porțile de Fier ale Transilvaniei (anticul Tapae), locul unde s-a desfășurat bătălia decisivă dintre daci și romani în timpul primului război daco-roman. A fost una dintre cele mai sângeroase bătălii din tot șirul de lupte dintre cele două armate. Pe Columna lui Traian romanii apar ca fiind ajutați de Jupiter. Totodată, este singura scenă unde apar soldați romani răniți, iar Traian însuși își rupe hainele pentru a fi folosite ca feșe. După victorie, romanii pătrund în Țara Hațegului și prima campanie a războiului din 101-102 se încheie. 
De remarcat că doar la Tapae și la Cioclovina-Ponorici au fost descoperite fortificații dacice liniare, de baraj. Prima era lungă de circa 2 km și bara accesul în Țara Hațegului de pe Culoarul Bistrei. A doua măsura peste 2,5 km și închidea principala cale de acces din Țara Hațegului spre zona Sarmizegetusei Regia.

### Perioada romană
După cucerirea Daciei de către romani, aceștia au fondat la limita de vest a Țării Hațegului, pe teritoriul actualei comune Sarmizegetusa, capitala provinciei Dacia, Ulpia Traiana Sarmizegetusa. Teritoriul arondat orașului roman acoperea practic aproape toată depresiunea Hațegului. Metropola romană a avut ca nucleu castrul Legiunii a IV-a Flavia Felix, staționată aici probabil încă de la sfârșitul primului război daco-roman (102)  Demn de mentionat ca Imparatul Roman care a ales locul noii capitale numite dupa numele sau, avea un prenume crestin, de o importanta biblica majora Marcus.

### Perioada medievală
După retragerea romană în 271, timp de aproape o mie de ani, nu există izvoare scrise privind istoria Țării Hațegului. Istoricul Radu Popa apreciază că „alături de celelalte teritorii românești și poate chiar mai mult decât ele, datorită antecedentelor și situării sale geografice centrale, Țara Hațegului a parcurs principalele etape de dezvoltare istorică a societății daco-romane și apoi românești”. 
Și alți istorici opinează că Țara Hațegului a fost una din „pepinierele” din care s-a dezvoltat societatea medievală românească. De altfel, la Streisângeorgiu, acum cartier al orașului Călan, în zona de influență a Țării Hațegului, se găsește cea mai veche biserică românească, datată în prima jumătate a secolului al XII-lea. 
Limitele ipotetice ale ducatului lui Glad indică faptul că acesta ar fi cuprins și Țara Hațegului . Prima atestare documentară a Țării Hațegului (în original terra Harszoc), datează însă doar din 1247, fiind vorba despre celebra Diplomă a Cavalerilor Ioaniți, care precizează: „Și mai îngăduim ca jumătate din toate veniturile și foloasele ce se vor strânge pe seama regelui de la olatii ce locuiesc în țara Lytua, în afară de țara Hațegului cu cele ce țin de ea, să le culeagă sus zisa casă.” Se constată astfel că, la acea vreme, Țara Hațegului făcea parte din voievodatul lui Litovoi (Țara Lytua) cu nucleul în nordul Olteniei. Este de presupus, dată fiind sintagma „cu cele ce țin de ea” că acest ținut beneficia de un statut privilegiat în cadrul voievodatului lui Litovoi. 
Unii autori consideră că legenda „descălecatului” din Transilvania a Țării Românești ar avea la bază o mutare peste Carpați a unor familii conducătoare din Țara Hațegului. Un argument în acest sens este faptul că numele Basarab, posibil de origine cumană, al fondatorului primei dinastii muntene, se întâlnește frecvent în Țara Hațegului în secolul al XIII-lea. 

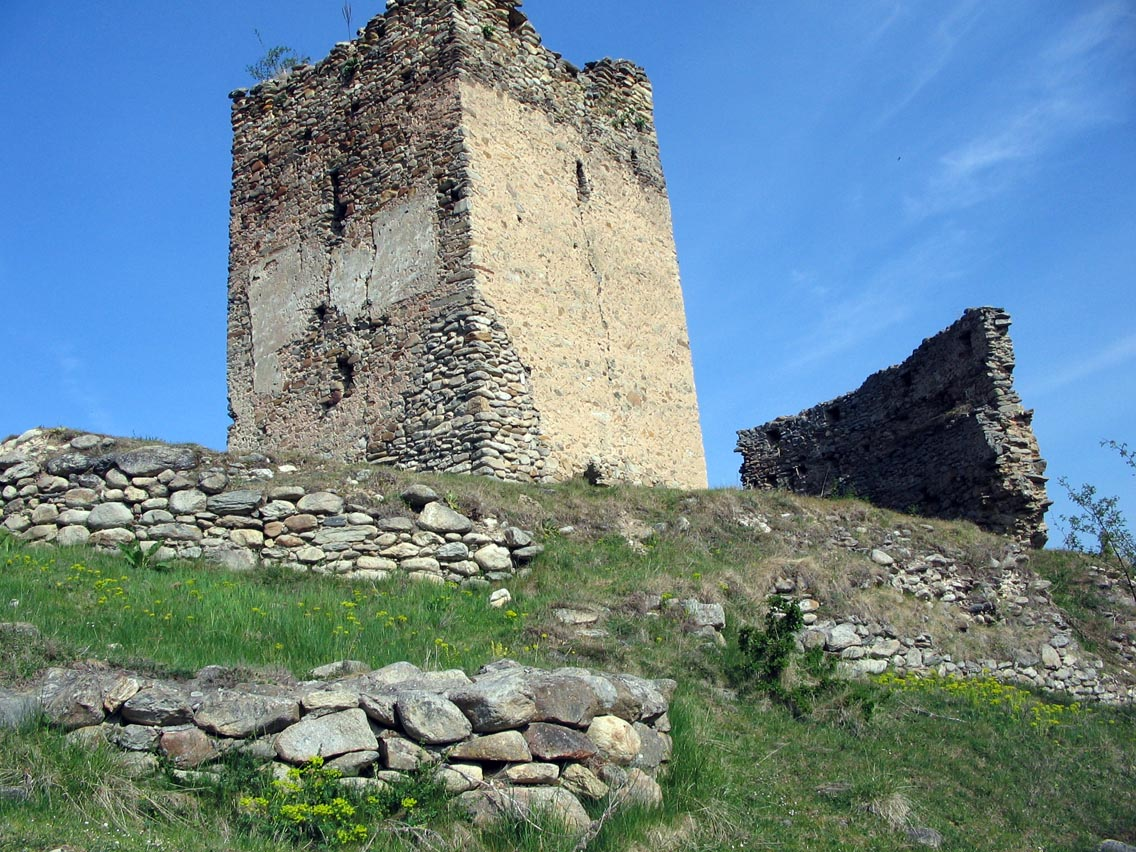
Ruinele cetății cneziale de la Mălăiești

Momentul 1247 marchează începutul desprinderii Țării Hațegului de voievodatul lui Litovoi și al integrării sale în Regatul Ungar . Procesul nu decurge pașnic în totalitate. Astfel, în anul 1277, un voievod pe nume Litovoi (identic cu cel de la 1247 sau un urmaș al său), opune rezistență armată regelui ungar în Țara Hațegului . Voievodul moare iar fratele său, Bărbat, cade prizonier, răscumpărându-se ulterior, cu prețul plății unui tribut către coroana ungară. Aceste evenimente au rămas în memoria locurilor până în ziua de astăzi, dovadă fiind numele localității  Râu Bărbat, din Țara Hațegului. 
În secolele XIII-XV, procesul integrării Țării Hațegului în Regatul Ungariei se finalizează, iar puterea este exercitată în numele regelui de către castelanul de Hațeg, care câteodată a fost una și aceeași persoană cu vicevoievodul Transilvaniei  . 

#### Cnezii hațegani
Cnezatele, formațiuni feudale timpurii, au funcționat în Țara Hațegului până în secolele XIII-XIV, când regiunea este  integrată administrativ în Regatul Ungariei. Istoricul Radu Popa a identificat 11 „mari cnezate” hațegane , structuri teritoriale asemănate de autor cu „cnezatele de vale” maramureșene. 
Ținutul hațegan și-a păstrat o anumită autonomie pe aproape tot parcursul Evului Mediu. Adunările cneziale au continuat să funcționeze, cu drept de judecată (așa numita democrație hațegană), până în secolele XIV-XV, iar cnezii hațegani formau un corp distinct în cadrul armatei transilvănene  . 

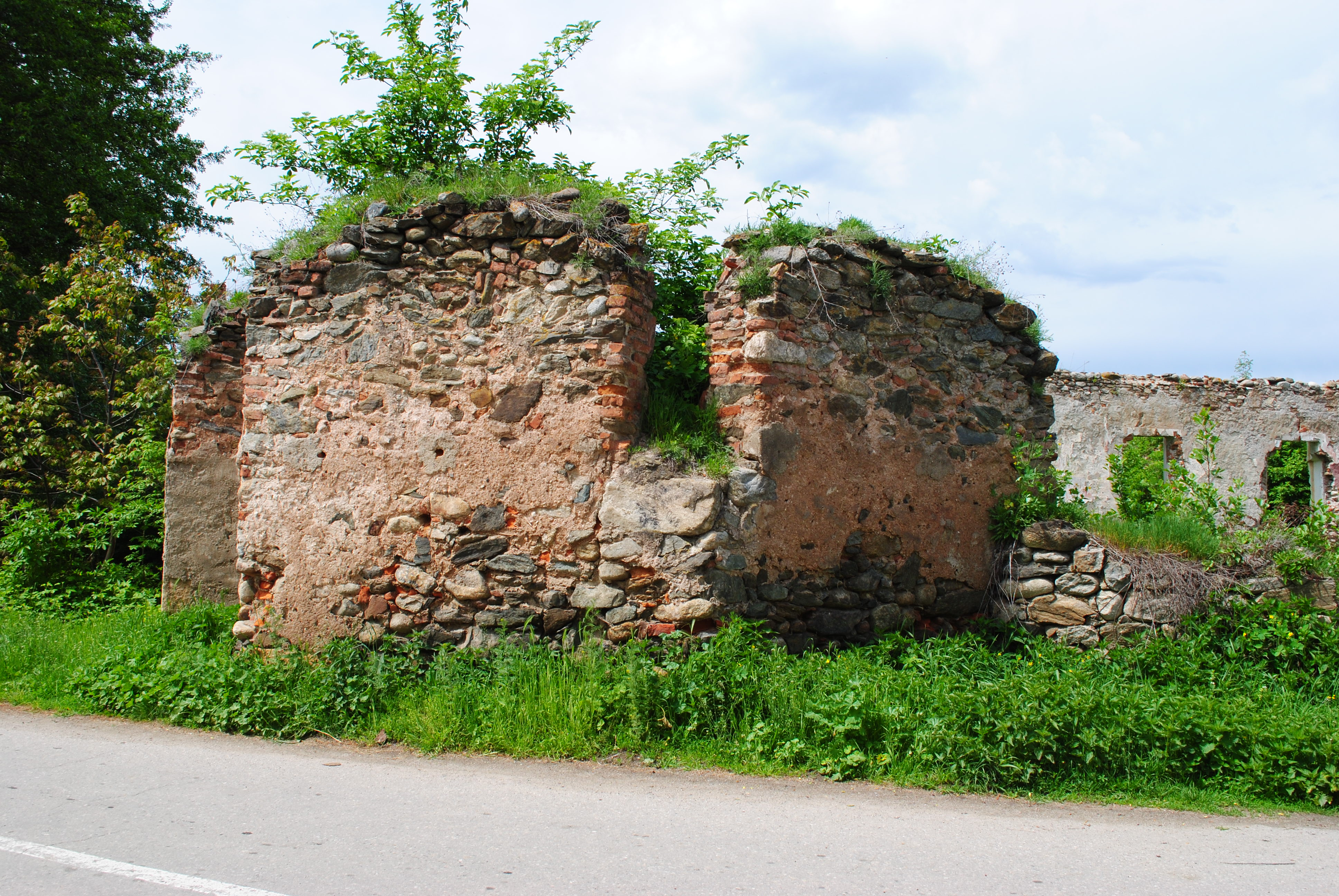
Ruinele curții Cândeștilor de la Râu de Mori

Din rândul cnezilor hațegani s-au ridicat, prin catolicizare și maghiarizare, familii aristocratice de prestigiu ale Ungariei și Transilvaniei medievale, cum sunt Kendeffy (Cânde) sau Kenderessy (Cândreș), primul Kende fiind atestat de medievistul A. A. Rusu la anul 1300 în lucrarea sa despre bisericile românești medievale - până la 1700 - din Țara Hațegului, tipărită la Editura Muzeului Sătmărean, în 1997. 
Majoritatea istoricilor consideră că și ilustra familie a Corvinilor își are originile tot în Țara Hațegului ,,.
Eruditul Anton Verantius, în jur de 1550, scria că Transilvania „este locuită de o triplă națiune, secuii, ungurii, sașii; aș adăuga totuși și pe români, care, deși îi ajung ușor la număr pe ceilalți, totuși nu au nici o libertate, nici o nobilime, nici un drept  al lor, afară de un număr mic, locuind în districtul Hațeg (...) și care, pe vremea lui Ioan de Hunedoara, (...)  au dobândit noblețea, pentru că întotdeauna au luat parte neobosit la lupta împotriva turcilor” (Cf. Maria Holban, „Călători despre Țările Române”, vol. I, București, 1968)

### Perioadă imperială
Încă de la începutul secolului al XVIII-lea districtul Hațegului, cu centrul său, orașul Hațeg, se afirmă ca un nucleu al mișcării de emancipare a românilor din Transilvania. Astfel, a doua diplomă a unirii dintre Biserica Ortodoxă din Ardeal și Biserica Catolică, emisă în 1701 prevedea ridicarea de școli pentru români la Alba Iulia, Făgăraș și Hațeg . Ulterior, în memoriul Supplex Libbellus, înaintat în 1740 de Inochentie Micu împărătesei Maria Tereza, se arată că, deși românii locuiesc districte întregi, precum Făgăraș, Chioar, Hațeg, ei nu au funcționari din sânul lor, iar într-un memoriu înaintat în 1747  de mai mulți clerici greco-catolici curții vieneze, se cer dregători români în cele trei districte .
În 1764, o parte a Țării Hațegului a fost militarizată, în cadrul Regimentului I de Graniță, cu sediul la Orlat . Două companii ale acestei structuri militare și-au avut sediul în Țara Hațegului, la Hațeg (compania II), respectiv la Râu Alb (compania III) .  
Perioada în care Țara Hațegului face parte din granița militară coincide cu o dezvoltare fără precedent a orașului Hațeg. Astfel, dacă în 1785-1786 acesta număra doar 400 de locuitori, în mai puțin de 50 de ani populația crește de zece ori, ajungând în 1829-1831 la 4.000 de persoane, cifră care făcea din Hațeg cel mai mare oraș al comitatului Hunedoara, mai mare decât capitala comitatului, Deva, dar și decât unele din orașele libere regești, cum ar fi Alba Iulia sau Sebeș. 
Tot din perioada imperială datează o serie de conace dintre care unele au ajuns de dimensiunile unor castele, cum sunt cel de la Nălaț-Vad (orașul Hațeg), sau Săcel, ultimul aparținând celebrei familii nobiliare Nopcsa iar primul familiei Fay. Ambele, dupa ce au fost scoli ajutatoare pentru copii, sunt în acest moment într-o stare gravă de degradare,[47] asemeni castelului Pogany din Paclisa construit din 1800 și care din 2019 este literalmente spart de hoți, fiind furat și fierul forjat de la terasa castelului' Conace din această perioadă mai există în comuna G-ral Berthelot sau în Peșteana . Și castelul Kendeffy din Sântămăria-Orlea a primit actuala înfățișare tot în această perioadă, în 1782.

## Monumente

### Cetățile și curțile cneziale

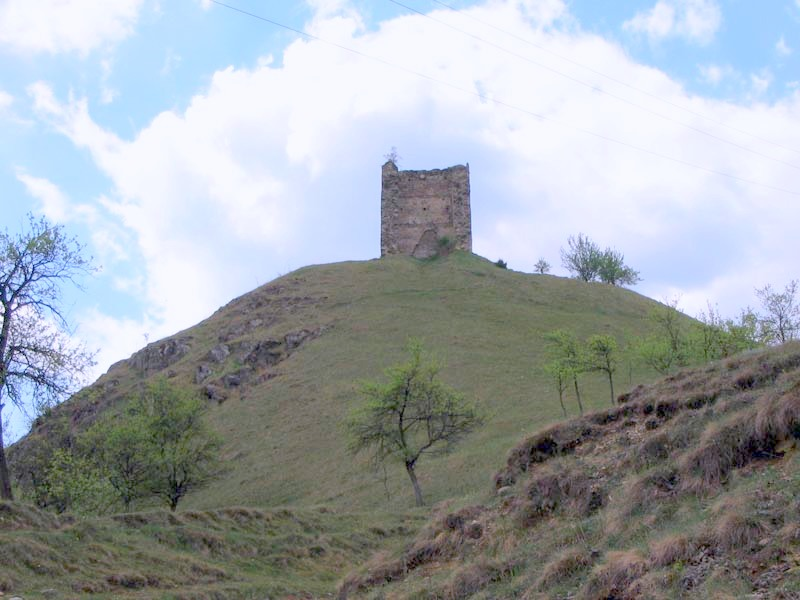
Turnul din Răchitova

Cnezii hațegani au ctitorit mai multe cetăți de-a lungul și de-a latul ținutului. Până în ziua de astăzi s-au păstrat turnul de apărare de la Răchitova, probabil construit de cnezii de Densuș, și cetățile de mici dimensiuni de la Suseni (Cetatea Colț) și Mălăiești; prima servind ca refugiul cnezilor din Râu de Mori iar a doua celor din Sălașu de Sus.
- Turnul de la Răchitova este cel mai simplu tip de fortificație din cele trei. Fortificația constă dintr-un turn pătrat cu latura de 8,5 m și ziduri groase de 1,8 m. Intrarea se făcea cu ajutorul unei scări exterioare care ducea la primul etaj. O latură a turnului s-a prăbușit în urma unui cutremur. [29].

- Cetatea de la Mălăiești cuprinde un turn asemănător celui de la Răchitova, înconjurat ulterior de un zid de incintă căruia i-au fost adăugate bastioane de dimensiuni reduse [30].

- Cetatea Colț, aflată pe teritoriul satului Suseni, comuna Râu de Mori, s-a format de asemenea în jurul unui turn pătrat, căruia i-au fost adăugate un zid de incintă, fortificat cu alte turnuri [31]. Mai mulți autori consideră că Cetatea Colț a fost sursa de inspirație pentru „Castelul din Carpați” din romanul omonim al lui Jules Verne.

Cele trei fortificații erau prea mici pentru a face față unor armate de mari dimensiuni, așa că probabil serveau ca locuri de refugiu în cazul unor conflicte între cnezi. 
Ruinele unor curți cneziale sunt vizibile la Râu de Mori și la Sălașu de Sus. 

### Cetatea regală a Hațegului

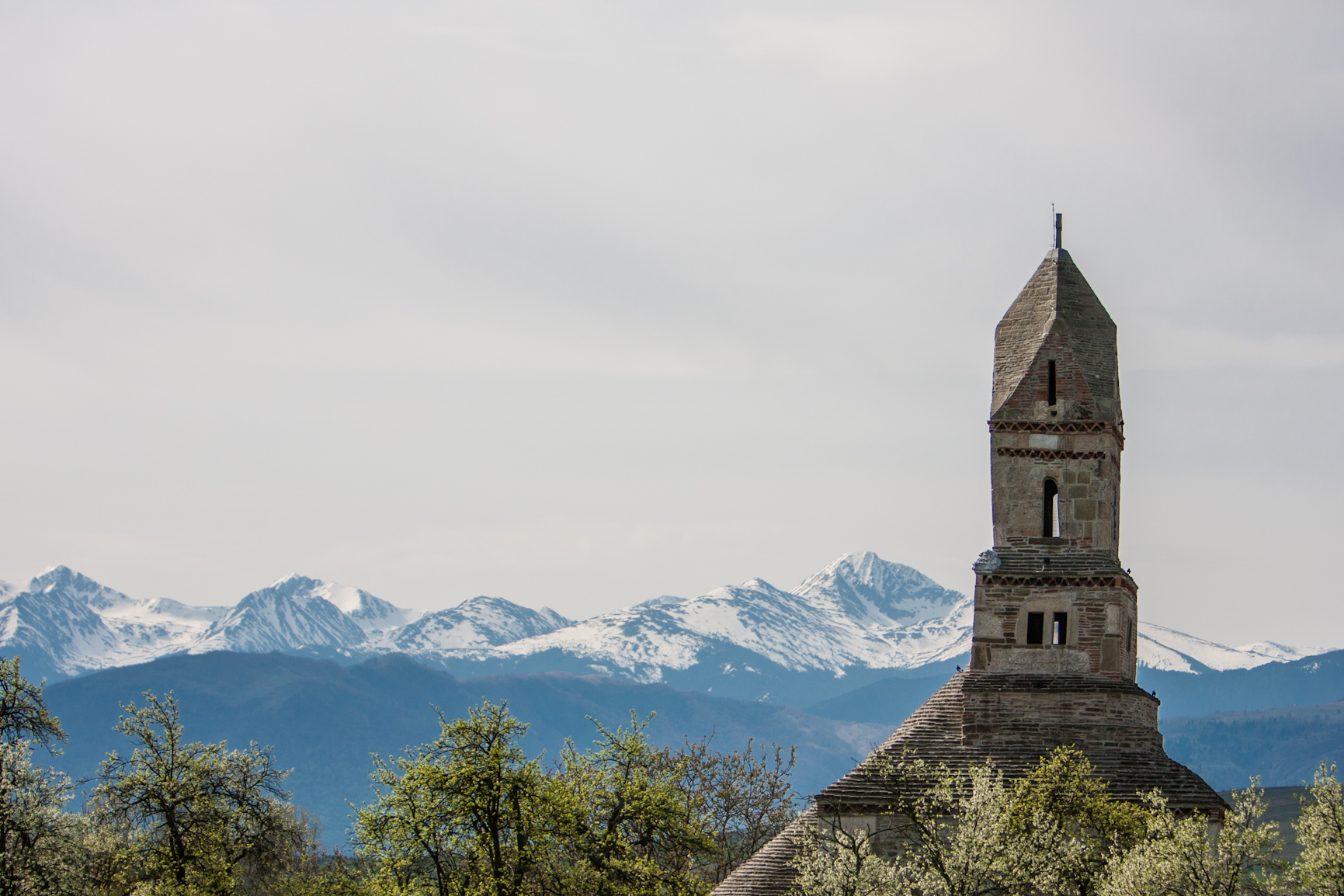
Turnul bisericii din Densuș

De dimensiuni modeste, în fapt doar un turn hexagonal cu latura de 6,2-6,3 metri, înconjurat de un șanț de apărare și un val de pământ, cetatea de la Hațeg a avut în perioada medievală principalul rol militar și politic în Țara Hațegului . Fortificația este situată la circa patru kilometri de orașul Hațeg, pe teritoriul satului Subcetate, din hotarul comunei Sântămărie-Orlea. Astăzi este doar o ruină, relativ greu accesibilă. 
Cetatea Hațegului este atestată documentar doar la 1317, dar studii recente înclină spre o datare a acesteia apropiată de prima atestare documentară a Țării Hațegului (1247). Pentru această datare pledează atestarea documentară a unui comite de Hațeg, la 1276, dar, mai ales, similitudinile dintre turnul de la Hațeg și cel al cetății regale a Visegrad-ului, ridicat la 1256. 
Cetatea Hațegului era locul de unde castelanul administra teritoriul districtului hațegan, în numele regalității ungare. Date fiind dimensiunile reduse ale cetății și menționarea frecventă a unui sediu administrativ al autorităților regale în târgul Hațegului, precum și a funcției de vicecastelan, istoricii dau ca sigură dublarea acestei fortificații de o construcție aflată în târg, care nu a fost identificată încă pe teren .

### Bisericile de zid

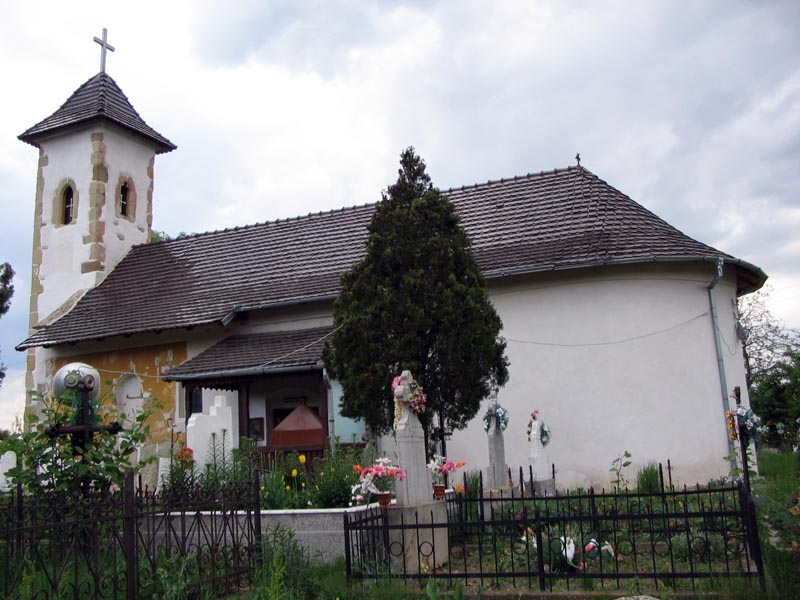
Biserica din Ostrov

În Țara Hațegului și în zona ei de influență istorică se găsesc cele mai vechi biserici de piatră românești. Istoricul Radu Popa remarca: „Bisericile de zid din Țara Hațegului reprezintă cel mai vechi și mai important grup de monumente medievale românești păstrate.” De altfel, ilustrul istoric de artă Virgil Vătășianu și-a luat doctoratul la Viena susținând o lucrare cu tema Vechile biserici de piatră românești din județul Hunedoara, abordând cu predilecție bisericile hațegane.
Cel mai vechi grup de biserici hațegane este cel constituit din lăcașurile datând din secolele XII-XIII:
- Biserica din Streisângeorgiu

- Biserica din Densuș

- Biserica din Peșteana (prima fază)

- Biserica din Ostrov (prima fază)

- Biserica din Sântămăria-Orlea

- Biserica din Strei

Biserici la fel de valoroase, datate ceva mai târziu, sunt cele din Sânpetru, Râu de Mori sau Suseni (Biserica Colț) .

## Economie

Principala clădire administrativă din Hațeg. Vedere de pe strada Bisericilor.

După schimbarea de regim din 1989, Țara Hațegului a fost puternic afectată de prăbușirea industriei din zonele adiacente: cea siderugică în Hunedoara și Călan și cea minieră din Valea Jiului. Șomajul în zonă este cel mai ridicat din județul Hunedoara : peste 1500 de șomeri în orașul Hațeg în august 2008. 
În ultimii ani se constată a ameliorare a situației economice. Astfel, orașul Hațeg era, în 2006, cel mai mic oraș din țară în care un mare retailer, grupulTengelmann, a deschis un supermarket - Plus Discount - în urma unei investiții de 1,5 milioane de euro . A urmat în 2007 un supermarket SPAR, reprezentând o investiție de 2,2 milioane de euro. Acesta a fost preluat ulterior de rețeaua Billa.
Cele mai importante activități economice din zonă sunt desfășurate de Sucursala Hațeg a SC Hidroelectrica SA, care coordonează activitatea celor 12 microhidrocentrale de pe Râu Mare, de Sucursala Râu Mare a SC Hidroconstrucția SA și de fabrica de bere din Hațeg a grupului Brau Union. În afara acestora, mai există firme de îmbuteliat gaz lichefiat, construcții civile, confecționarea de tâmplărie din aluminiu și PVC, firme de exploatare forestieră.
Capitalul străin este prezent printr-o fabrică franceză de prelucrare a melcilor și una italiană care se ocupă cu achiziționarea și prelucrarea ciupercilor 
Turismul cunoaște de asemenea o revigorare, mai ales în zona de vest a Țării Hațegului, în comunele Râu de Mori și Sarmizegetusa funcționând numeroase pensiuni turistice. Cabane există la Gura Zlata, Râușor, Pietrele și Rotunda (amenajată pentru Ceaușescu).

### Infrastructură
Potrivit statisticilor citate de Consiliul Județean Hunedoara , rețeaua rutieră a Tării Hațegului este formată din 400 km de drumuri publice și 300 km de străzi orășenești și comunale. În 2007 a fost dată în folosință centura de ocolire a Hațegului, traficul pe ruta Valea Jiului - Culoarul IV Pan European (DN 66) fiind scos din oraș. Infrastructura feroviară însumează 49 de km de cale ferată aflați în exploatare. Cea mai importantă este calea ferată dublă electrificată Subcetate-Pui-Baru-Bănița, care leagă magistrala de pe Valea Mureșului cu Valea Jiului .

### Amenajarea hidroenergetică

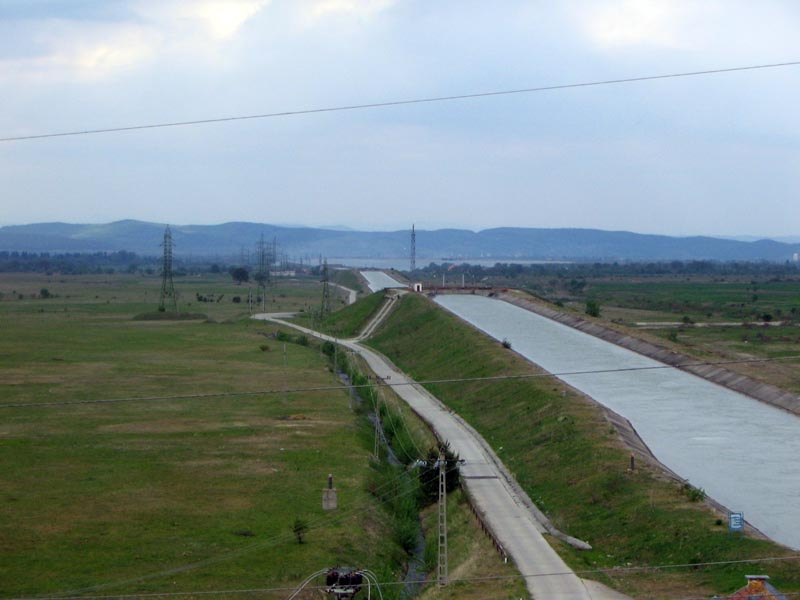
„Autostrada apelor” din Țara Hațegului

Unul din principalele cursuri de apă care drenează Țara Hațegului,  Râu Mare, a fost obiectul unei amenajări hidroenergetice masive. Lucrările au început în anii '70 și s-au încheiat abia în ultimul deceniu al secolului trecut. 
Principalul obiectiv al amenajării este barajul de la Gura Apei, situat în Parcul Național Retezat.
Barajul, aflat pe traseul dintre cabanele Gura Zlata și Rotunda, are o înălțime de 168 de metri, fiind unul dintre cele mai înalte baraje de arocamente din Europa. Centrala electrică subterană de la Gura Apei are o putere de 335 MW. 
După ieșirea Râului Mare din munți, cursul acestuia prin Țara Hațegului a fost regularizat, fiind realizate mai multe baraje de mici dimensiuni, cu lacurile de acumulare aferente, în apropierea localităților Ostrov, Sânpetru și Sântămăria Orlea.
Amenajarea hidroenergetică Râu Mare-Retezat a fost una dintre marile lucrări hidroenergetice realizate în România în perioada regimului comunist. Centrul acestuia a fost colonia Brazi, situată chiar la ieșirea Râului Mare din munte. 
Filmul „Un petic de cer” (1983, regia Francisc Munteanu) a fost inspirat de activitatea de pe acest șantier. Fostele barăci ale muncitorilor au fost renovate, funcționând acum ca centru de conferințe al SC Hidroconstrucția SA.

## Populația
Potrivit Recensământului Populației din 2002 orașul Hațeg și cele 10 comune care se află în Depresiunea Hațegului numărau în total 36.090 de locuitori. Majoritatea covârșitoare a populației o formează românii, dar există și mici comunități de maghiari (430 de persoane în total), cea mai mare fiind în orașul Hațeg (303 persoane). Țiganii sunt prezenți, de asemenea, în mai multe localități, numărând 468 de persoane în total. 
Un caz aparte îl constituie muribunda minoritate italiană. În 2002 mai trăiau doar 37 de italieni dintr-o comunitate altădată prosperă și numeroasă, venită aici din nordul Italiei, ca tăietori de lemne .  

### Localități principale
- Orașul Hațeg - populație 9154

- Comuna Pui - populație 3909

- Comuna Râu de Mori - populație 2987

- Comuna Sântămăria-Orlea - populație 3063

- Comuna Baru - populație 2534

- Comuna Sălașu de Sus - populație 2266

- Comuna Totești - populație 1768

- Comuna Densuș - populație 1523

- Comuna Răchitova - populație 1305

- Comuna Sarmizegetusa - populație 1153

- Comuna General Berthelot - populație 883

Sursa: Recensământul populației 2011

### Religie
Majoritatea localităților hațegane au fost din cele mai vechi timpuri ortodoxe, cu excepția așezărilor de „oaspeți regali” (catolici) de la Hațeg și Sântămăria-Orlea. Către sfârșitul secolului XVII, în perioada principilor calvini ai Transilvaniei Gheorghe Rákóczi al II-lea și Mihai Apafi I, o parte a hațeganilor trece la calvinism. O dată cu înființarea graniței militare, în 1765, satele arondate acesteia trec la greco-catolicism . După scoaterea în afara legii a acestei confesiuni, în 1948, majoritatea redevine ortodoxă. Tot A A Rusu, in cartea sa tiparita in 1997, identifica pe strada garii orasului un zid pastrat intr-o vila mare, veche, verde, cu zid massiv si cu marchiza, prima pe stanga spre gara, la intersectia interioara o portiune de zid inca existent al unei Manastiri Franciscane Medievale Timpurii-Medii a Tarii Hategului; dupa Radu popa, citat de autorul clujean la pag 139 cu urmare istorica la 140, sfarsitul sec. XIII-inceputul secolului XIV, impreuna cu alte locatii manastiresti papale la Orsova, Lugoj, Caransebes.

## Tradiții
Portul popular în Țara Hațegului a dispărut din uzul zilnic. Bărbații purtau pantaloni lungi, curea lată și laibăr iar femeile cămașă, opreg, catrință și pieptar. Pe cap, femeile purtau broboade lungi, ce atârnau, pe spate, până aproape de călcâie. La gât aveau salbe de bani sau mărgele iar în față și în spate purtau fote, de obicei negre . 
În prezent portul popular hațegan mai poate fi admirat doar la nedeie, sărbători populare care au loc în toate comunele din Țara Hațegului. Un mic muzeu al portului și tradițiilor hațegane funcționează în centrul orașului Hațeg, în incinta casei de cultură. 
Parade ale portului popular local au loc cu ocazia „Zilelor Hațegului”, care se organizează de obicei în lunile iulie sau august. Cel mai important târg tradițional are loc anual la începutul lunii mai, în comuna Pui, și se întinde de-a lungul DN 66, pe toată porțiunea pe care acesta străbate comuna.
Alte elemente etnografice importante sunt muzica tradițională - „Hațegana” - dar și bucătăria specifică, în special virșli (cârnăciori picanți din carne de oaie și/sau capră) de Sălașu de Sus .

## Arii naturale protejate

Harta Țării Hațegului în cadrul județului Hunedoara

Următoarele arii naturale protejate se află total sau parțial pe teritoriul Țării Hațegului:
- Parcul Național Retezat a fost înființat în 1935 iar în 1979 a primit statutul internațional de Rezervație a Biosferei. 
  -     - Rezervația științifică Gemenele este o arie protejată de interes național situată în zona centrală a Parcului Național Retezat.
- Parcul Natural Grădiștea Muncelului-Cioclovina, înființat în 2000, se întinde și pe raza comunelor hațegane Pui și Baru Mare, cuprinzând  și următoarele arii protejate:
  -     - Peștera Tecuri este o rezervație naturală de tip speologic situată pe raza comunei Baru. Aici se află o stalagmită înaltă de 7 m.
    - Peștera Șura Mare este o rezervație naturală de tip speologic situată pe raza satului Ohaba-Ponor. Adăpostește una din cele mai mari colonii de lilieci din sud-estul Europei.
    - Locul fosilifer Ohaba-Ponor este o rezervație naturală de tip paleontologic (moluște fosile de vârstă mezozoică și terțiară)
- Geoparcul Dinozaurilor „Țara Hațegului” este o arie naturală protejată de interes național din 2004. În 2005 a fost acceptat în Rețeaua Europeană a Geoparcurilor. Geoparcul este un proiect desfășurat sub egida Univeristății București care își propune promovarea turistică integrată a Țării Hațegului și dezvoltarea ei durabilă pe această bază. În cadrul geoparcului sunt incluse următoarele rezervații naturale[46]:
  -     - Mlaștina de la Peșteana este o rezervație naturală de tip botanic. În flora acesteia s-au identificat populații de Drosera rotundifolia (Roua cerului), o plantă carnivoră, relictă glaciară.
    - Calcarele de la Fața Fetii este o rezervație naturală de tip botanic, situată pe raza comunei Râu de Mori. Adăpostește specii de plante de interes științific excepțional.
    - Vârful Poieni este o rezervație naturală de tip botanic, situată pe teritoriul comunei Sălașu de Sus. Aici e singura stațiune certă din țară pentru specia Plantago holosteum.
    - Pădurea Slivuț este o rezervație naturală de tip botanic situată în apropierea orașului Hațeg.
    - Fânațele cu narcise Nucșoara este o rezervație naturală de tip botanic, situată pe raza comunei Sălașu de Sus.
    - Paleofauna reptiliană Tuștea este o rezervație naturală de tip paleontologic (ouă de dinozaur) situată pe teritoriul satului Tuștea, comuna General Berthelot.
    - Locul fosilifer cu dinozauri Sânpetru este o rezervație naturală de tip paleontologic(specii de dinozauri, crocodili,  țestoase), situată pe teritoriul satului Sânpetru, comuna Sântămăria-Orlea.
    - Fânațele Pui este o rezervație naturală de tip botanic, situată pe teritoriul comunei Pui. Vegetația acestor fânețe reprezintă fragmente ale vegetației de la sfârșitul glaciațiunii cuaternare.

## Dinozaurii pitici

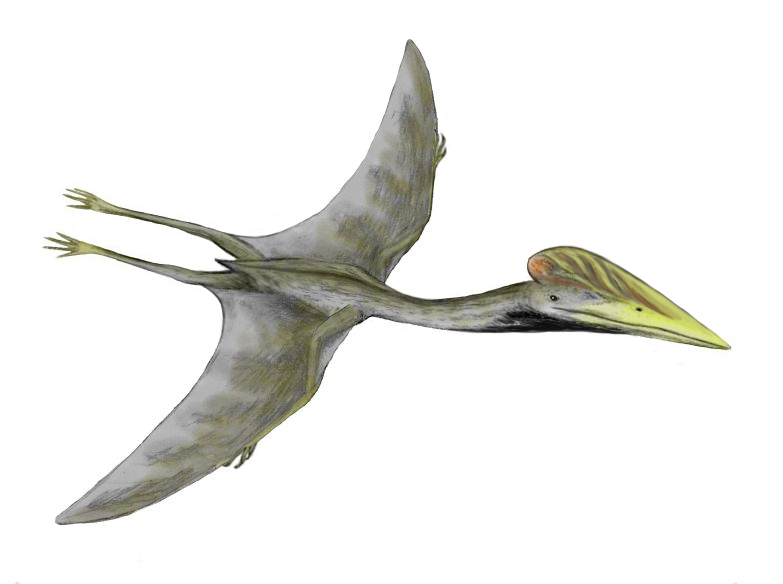
Hatzegopteryx contrasta prin mărimea sa uriașă - avengura aripilor era de 12 metri - cu restul viețuitoarelor de pe insulă.

Țara Hațegului a ajuns notorie pe plan mondial datorită dinozaurilor pitici care au populat zona - pe atunci o insulă în Marea Tetis - în perioada cretacicului. Discovery Channel și alte posturi internaționale de televiziune au difuzat în ultimii ani mai multe documentare consacrate acestor dinozauri de dimensiuni reduse. 
Primele cercetari asupra dinozaurilor din zona Hațegului au fost facute de baronul Franz Nopcsa (1815-1904), după ce sora sa, Elek Nopcsa, a descoperit în 1895, fosilele unor reptile în jurul castelului familiei din Sânpetru. Cercetarile au fost reluate abia în anul 1977 de către paleontologul Dan Grigorescu, de la Facultatea de Geologie a Universității din București.
În prezent, se cunosc zece specii diferite de dinozauri din Țara Hategului, alaturi de zece alte vertebrate, peste 20 de specii de gastropode, zece specii de ostracode și peste 30 de specii diferite de plante. 
Specialiștii explică talia redusă a dinozaurilor hațegani prin condițiile geografice de acum 65 de milioane de ani, când Țara Hațegului era o insulă. Dinozaurii de aici s-au adaptat spațiului izolat și redus ca dimensiuni în care evoluau, fapt care a determinat reducerea dimensiunilor reptilelor, prin fenomenul numit „nanism insular”. 

## Citate despre Țara Hațegului

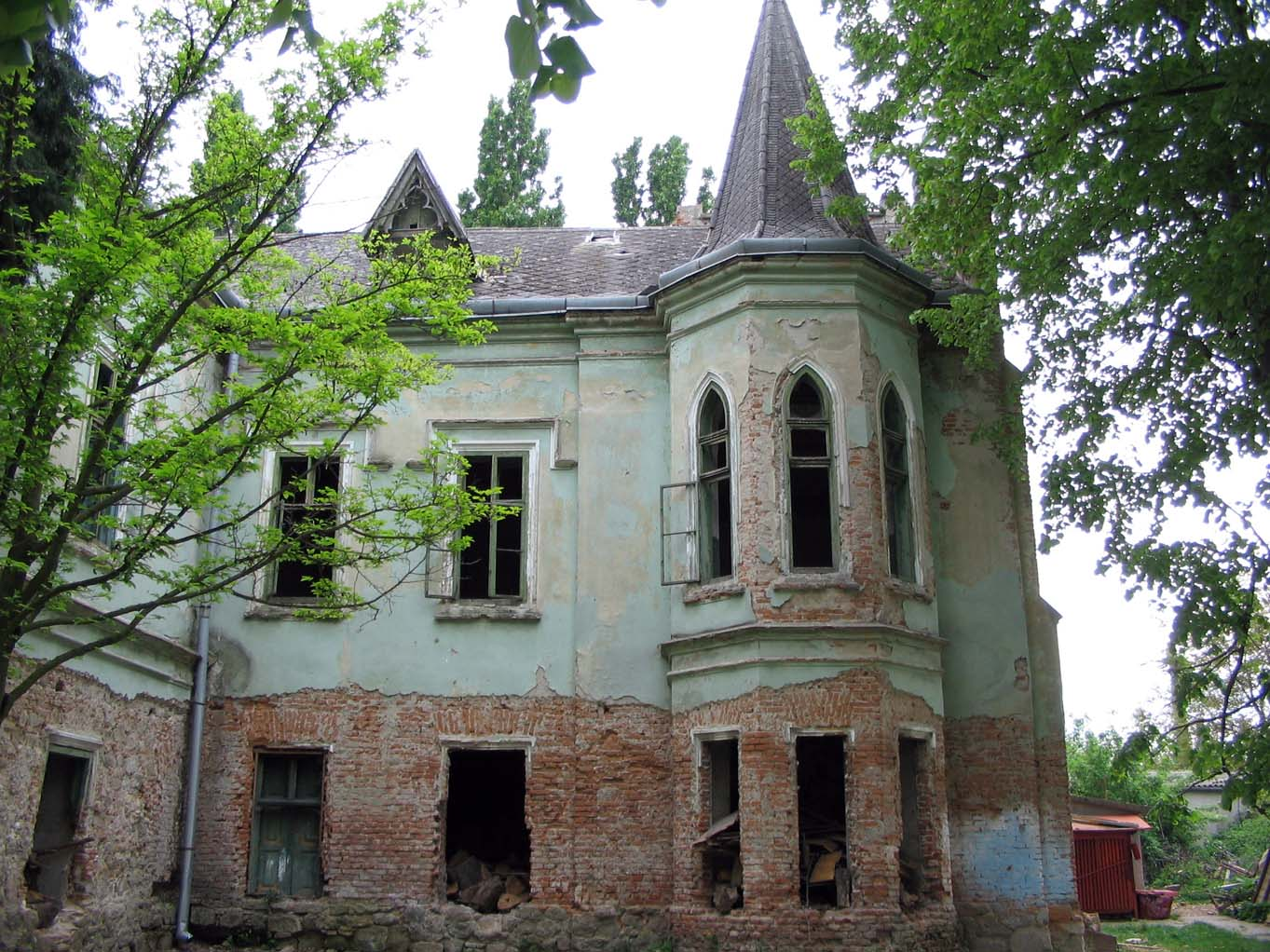
Castelul Nopcsa din Săcel, folosit acum ca depozit de lemne pentru o școală specială

Țara Hategului, detaliu dintr-o hartă a Transilvaniei de la 1667, gravată în cupru de cartograful elvețian Matthaus Merian cel Tânăr

„[Țara Hațegului] întrunește în sine tot ce are Ardealul mai bun și mai frumos.” (Ion Pop Reteganu)
„Dintre toate regiunile locuite astăzi de români la nord de Dunăre, Bănatul și Oltenia, cu prelungirea lor cea comună în țara Hațegului, sunt singurele care reprezintă o continuitate neîntreruptă geografico-istorică a neamului românesc-un cuib de unde se romanizau treptat țările spre apus, spre crivăț și spre răsărit, ba indirect și cele de peste Dunăre, cuibul mereu descărcându-și prinosul, dar rămânând totdeauna plin.” (Bogdan Petriceicu Hasdeu)
„Iată giganticul Retezat limpede și aeric. Iată umerii munților, iată poalele, iată șesul, iată Valea Hațegului.” (Aron Densușianu)
„Probabil că nu există în România un perimetru așa de restrâns care să concentreze atât de multe lucruri de văzut și admirat.” (Adrian Andrei Rusu)
„Cercetările privind formarea poporului și limbii române, ca și începuturile vieții statale românești, au în Țara Hațegului semnificații aparte.” (Radu Popa)
„Bisericile de la Sântămăria Orlea, Ostrov, Colț, Strei și mai ales cea de la Densuș depășesc ca importanță spirituală mănăstirile Moldovei, pentru că atestă vechimea credinței ortodoxe pe meleagurile românești.” (Dorin Alicu)
„Adevărată capodoperă a naturii” (Ion Conea)
"Cine este stapan pe sine pretuieste mai mult decat cel ce cucereste cetati." # Regele Solomon ben David.
"Eu sunt painea vietii, cine vine la mine nu va flamanzi niciodata." # Domnul I[i]sus Hristos Dumnezeu.
„Una din cele mai frumoase priveliști de poesie ale pământului românesc” (Ovid Densusianu)

## Hațegani celebri
- Petru de Ostrov, primul protopop atestat în istoria românilor, la 1360
- Ioan (Iancu) de Hunedoara, voievod al Transilvaniei, regent al Ungariei
- Filip More de Ciula Mare, primul umanist de origine română (1478-1526), episcop catolic de Pecs
- Aron Densușianu, academician, istoric literar și filolog
- Nicolae Densușianu, academician, istoric și jurist
- Ovid Densușianu, academician, filolog și istoric
- Franz Nopcsa, paleontolog, unul dintre fondatorii paleobiologiei

### Volume
1. Radu Popa, „La începuturile Evului Mediu românesc. Țara Hațegului”, București, 1988
2. Adrian Andrei Rusu, „Castelarea Carpatică”, Cluj-Napoca 2005
3. Engel Pál, „Regatul Sfântului Ștefan. Istoria Ungariei Medievale. 895-1526”, Cluj-Napoca 2006
4. Camil Mureșan, „Ioan de Hunedoara și vremea sa”, București, 1957
5. Ioan-Aurel Pop, „Instituții medievale românești. Adunările cneziale și nobiliare (boierești) în secolele XIV-XVI”, Cluj-Napoca, 1991
6. Ioan-Aurel Pop, „Români și maghiari în secolele IX-XIV”, Cluj-Napoca, 2003
7. Ioan-Aurel Pop, „Istoria Transilvaniei medievale: de la etnogeneza românilor până la Mihai Viteazul”, Cluj-Napoca, 1997
8. Ioan-Aurel Pop, Thomas Nägler (coord.), „Istoria Transilvaniei”, Vol. I, Cluj-Napoca, 2003
9. Ioan-Aurel Pop, Thomas Nägler, Magyari Andras (coord.), „Istoria Transilvaniei”, Vol. II, Cluj-Napoca, 2005
10. Ioan-Aurel Pop, Thomas Nägler, Magyari Andras (coord.), „Istoria Transilvaniei”, Vol. III, Cluj-Napoca, 2008
11. Ioan Drăgan, „Nobilimea românească din Transilvania între anii 1440-1514”, București, 2000
12. Șerban Papacostea, „Românii în secolul al XIII-lea, între cruciată și imperiul mongol”, București, 1993
13. Adriana Pescaru, Eugen Pescaru, „Valori ale patrimoniului hunedorean”, Deva, 2000
14. Florin Constantiniu, „O istorie sinceră a poporului român”, ediția a II-a, București, 1999
15. I. Șerban Bonciocat (foto), II. Mădălina Mirea (text), III. Dominica Macri (trad.), „Hațeg, Țara Bisericilor de Piatră”, București, 2007
16. Adrian Andrei Rusu, „Monumente medievale din Țara Hațegului”, Cluj-Napoca, 2008
17. David Prodan, „Supplex Libellus Valachorum”, București, 1967
18. I. Voledi, „Drumuri în Hațeg”, București, 1971

### Studii
1. Consiliul Județean Hunedoara, Proiectul Geoparcului Dinozaurilor „Țara Hațegului”. Varianta electronică Arhivat în 2 noiembrie 2012, la Wayback Machine.
2. Agenția pentru Dezvoltare Regională Vest, „Strategia de Dezvoltare a Regiunii Vest 2007-2013”

### Alte documente
1. Lista Monumentelor Istorice din Județul Hunedoara 2004, publicată de Ministerul Culturii și Cultelor
2. Ariile Naturale Protejate din Județul Hunedoara. Listă elaborată de Agenția pentru Protecția Mediului Hunedoara